# Réans
Réans település Franciaországban, Gers megyében. Lakosainak száma 290 fő (2022. január 1.). Réans Campagne-d’Armagnac, Cazaubon, Eauze és Manciet községekkel határos.

## Népesség
A település népessége az elmúlt években az alábbi módon változott:
| Lakosok száma | 281  | 282  | 267  | 250  | 252  | 277  | 293  | 286  | 283  | 290  |
|               | 1968 | 1982 | 1990 | 2006 | 2013 | 2015 | 2017 | 2019 | 2020 | 2022 |